# Vinemina muraenata
Vinemina muraenata är en fjärilsart som beskrevs av Frederick H. Rindge 1964. Vinemina muraenata ingår i släktet Vinemina och familjen mätare. Inga underarter finns listade i Catalogue of Life.